# 阿勒泰站
阿勒泰站，位于中华人民共和国新疆维吾尔自治区伊犁哈萨克自治州阿勒泰地区阿勒泰市，是北阿铁路上的火车站，于2017年6月10日启用，车站站房整体工程预计2017年9月完工启用，由中国铁路乌鲁木齐局集团奎屯车务段管辖。

## 車站周邊
- 阿勒泰雪都机场

## 歷史
- 于2017年6月10日正式启用。

## 外部連結
- 中国铁路客户服务中心 （页面存档备份，存于）